# Контуазский горн

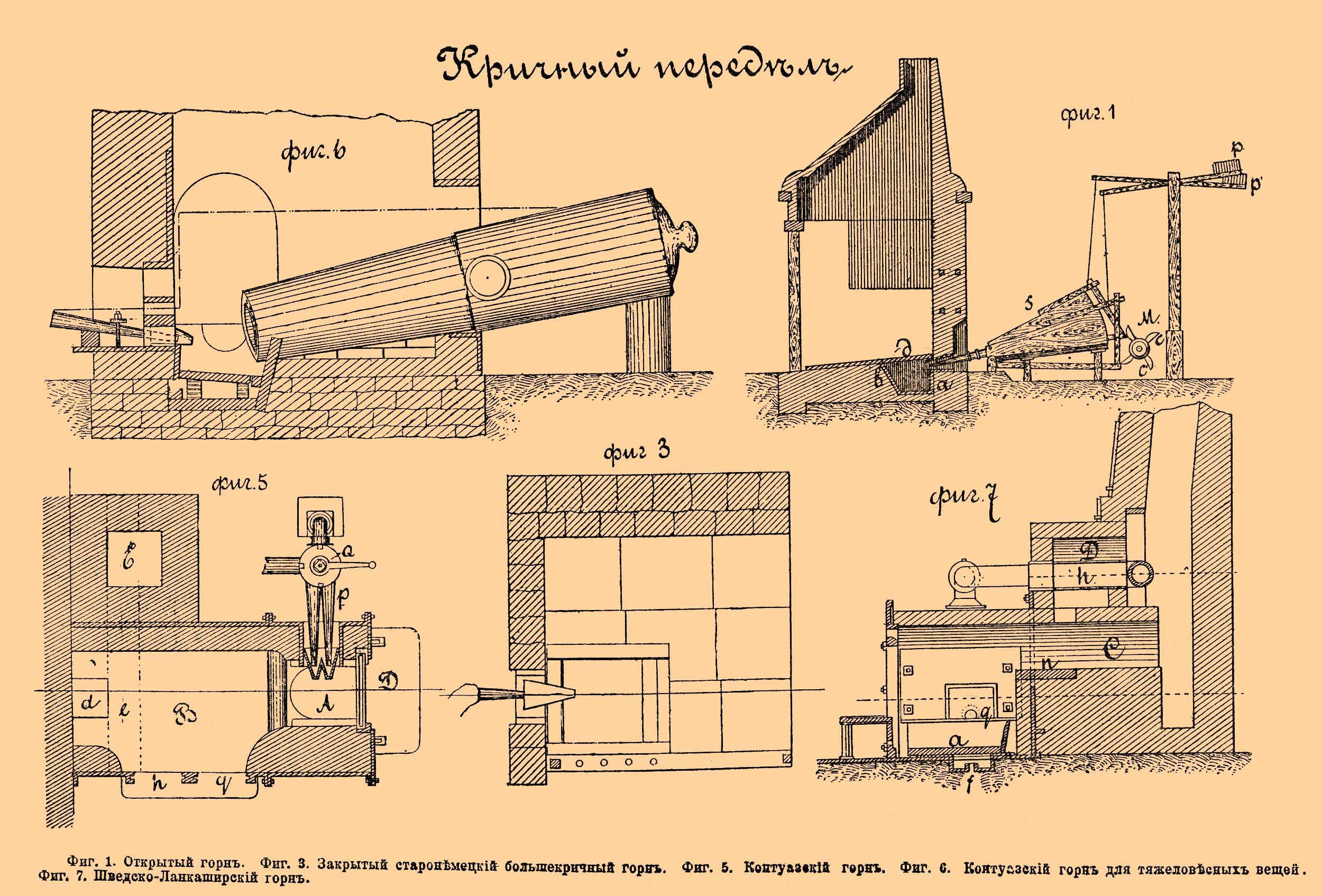
5 — контуазский горн, 6 — контуазский горн, приспособленный для переплавки тяжеловесного лома

Контуа́зский горн — металлургическая печь, применявшаяся для получения кричного железа из чугуна на металлургических заводах в России с 1840-х годов. Название получил от французской провинции Франш-Конте, где был изобретён в 1820-х годах.

## История
Контуазский (также — французский, малокричный) способ кричного передела появился в 1820- годах и стал широко использоваться во Франции, затем распространился на заводы Бельгии, Швеции и России. В 1838 году впервые в России на Никольском заводе начались опыты по использованию нового метода французскими кричными мастерами братьями Карлом, Осипом (Жозефом) Гранмонтан (Грандмонтань) из Оденкура, нанятыми владельцем завода Н. Ф. Евреиновым (по другим данным братья Гранмонтан из Бьена начали работать в России в 1842 году на Симском заводе, а на Никольском заводе контуазский способ внедряли другие французские мастера). По другим данным, первые плавки контуазским способом были проведены в 1837 году на Артинском заводе. В дальнейшем контуазский способ по контракту внедрялся братьями Гранмонтан на Гороблагодатских, Нижнетагильских и Камских заводах (с 1855 года с привлечением ещё двух братьев Клавдия и Александра Гранмонтан), после чего с незначительными изменениями распространился на многие металлургические заводы Урала: в 1840 году был внедрён на Юрюзань-Ивановском, в 1842 году — на Златоустовском заводе. В течение 1840-х годов контуазские горны были установлены на 24 уральских заводах, в течение 1850-х — ещё на 13 заводах.
При внедрении контуазского способа на Нижне-Туринском заводе использовался чугун Нижнетагильского завода. В октябре 1846 года приказчики демидовских заводов Н. Шорин, Г. Швецов и Ф. Шорин посетили Нижне-Туринский завод для оценки новой технологии. В сентябре 1847 года кричный уставщик Нижнетагильского завода Саканцев был принят братьями Гранмонтан для изучения контуазской технологии. А в октябре того же года братья прибыли в Нижний Тагил для обучения металлургов. В 1860-х годах на Нижнетуринском заводе контуазский горн был приспособлен для переплавки тяжеловесных чугунных изделий: забракованных пушек, негодных валов и другого лома.
В 1840—50-х годах пудлинговый и контуазский способы производства железа развивались на Урале параллельно. В конце 1850-х годов в Златоустовском горном округе функционировали 45 контуазских горнов, Гороблагодатском — 43 горна, в Екатеринбургском — 10 горнов. В 1854 году на уральских заводах было произведено 2050,5 тыс. пудов пудлингового железа и 1909,5 тыс. пудов контуазского, что составляло по 1/4 от общего объёма производства железа на Урале. Другая половина железа производилась старокричным («немецким») способом. К 1860 году из 121 уральского металлургического завода пудлингование было введено на 45 заводах (37,2 % от общего числа всех заводов), контуазский способ — на 24 (19,8 %), пудлинговый и контуазский одновременно — на 13 (10,8 %), сохранялся старокричный способ — на 39 заводах (32,2 %). В 1880-е годы доля пудлингового железа в общем объёме производства уральского железа превысила 70 %.

## Технология
Особенность контуазской технологии заключалась в изменённой конструкции горна и применении более тяжёлых молотов весом в 18—20 пудов (ранее использовались молоты весом 12—14 пудов), с большей частотой ударов (до 120—140 в минуту). В целом способ был более производительный и позволял выковывать крицы меньшей величины (4—9 пудов вместо 13—15). Одна или две фурмы в горне устанавливалась с меньшим наклоном, чем в обыкновенных кричных горнах, что позволяло быстрее и эффективнее расплавлять чугунные чушки. На изготовление одной крицы затрачивалось от 1 ч 50 минут до 2 ч 30 минут. Суточная производительность одного горна достигала 30—40 пудов железа, угар чугуна достигал 30—35 %, расход древесного угля составлял 2,16 пуда на 1 пуд железа. Чушки располагали таким образом, чтобы капли расплавленного чугуна
стекали через струю воздуха на дно горна, что повышало эффективность обезуглероживания металла.
Контуазское железо имело более высокое качество по отношению к обычному кричному, что позволяло использовать его для производства ружейных стволов и кровельной жести. В дальнейшем контуазская технология усовершенствовалась путём применения горячего дутья и подогрева чугунных заготовок теплом отходящих газов. Суточная производительность горнов была доведена до 77,5 пудов железа. К 1860 году суммарный годовой объём производства железа в кричных горнах на российских заводах достиг более 6000 тыс. пудов. В дальнейшем кричное производство было вытеснено пудлингованием, а позднее — мартеновским и бессемеровскими процессами производства стали.